# Burhan Sönmez
Burhan Sönmez (Haymana, 1965 –) törökországi kurd emberi jogi ügyvéd és író. Ő a PEN International elnöke, akit a 2021-es centenáriumi kongresszuson választottak meg. Emellett a Cambridge-i Egyetem Hughes Hall College szenior tagja.

## Életrajza
Burhan Sönmez 1965-ben született a törökországi Ankara melletti Haymanában. Törökül és kurdul beszélve nőtt fel, majd később Isztambulba költözött, ahol egy ideig ügyvédként dolgozott. Tagja volt az Emberi Jogi Társaságnak (IHD) és alapítója a TAKSAV-nak (Társadalmi Kutatási, Kulturális és Művészeti Alapítvány). Egyik alapítója volt a BirGün című baloldali ellenzéki napilapnak.
Sönmezt 1984-ben, még diákként a török hatóságok letartóztatták és őrizetbe vették, majd emberi jogi ügyvédként dolgozott. 1996-ban a török rendőrség erőszakos gyilkossági kísérlete következtében súlyosan megsérült. A támadást követően elhagyta Törökországot, és végül Nagy-Britanniában kötött ki, ahol megtanult angolul, és kezelést kapott a Freedom from Torture jótékonysági szervezet támogatásával. Jelenleg török-brit kettős állampolgár.
Bár érdeklődött a költészet iránt, és két törökországi nemzeti költőversenyen is díjat nyert, a regényírás felé fordult. Az írás, a történetmesélés és a modern irodalom iránti érdeklődése a hagyományos történetekben és legendákban gyökerezik, amelyeken nevelkedett. Egyedülálló tapasztalata, hogy egy távoli, áram nélküli faluban nőtt fel, és hogy édesanyja tehetséges mesemondó volt, perspektívát, inspirációt és anyagot adott írásaihoz.
Számos újságnak és magazinnak írt, többek között a The Guardian, a Der Spiegel, a Die Zeit és a La Repubblica számára. Törökre fordította William Blake The Marriage of Heaven and Hell című verseskötetét. Tagja volt a 2014-es Cevdet Kudret Irodalmi Díj, a 2020-as Genfi Nemzetközi Filmfesztivál és a 2023-as Inge Feltrinelli-díj zsűrijének. A METU-n irodalom és regény témakörben tartott előadásokat.
Cambridge és Isztambul között él.

## Irodalmi karrier

### Észak (Kuzey)
Burhan Sönmez első regénye, az Észak egy fiatalember története, akinek apja elhagyja, amikor a főhős kétéves, és húsz évvel később holttestként tér vissza. Hősünk, miközben megpróbálja megoldani apja halálának rejtélyét, északi útra indul, hogy felkutassa apja identitását, amely időnként a sajátjává válik. Keleti népmesék és legendák szövődtek a történetbe, amely megkérdőjelezi és tükrözi az önmeghatározás, a valóság és a létezés természetét.
Az Északot filozofikus tündérmesének is nevezhetnénk. A keleti mítoszokat és legendákat realista módon meséli el, valamint a létezésről és a szerelemről szóló filozófiai viták köré épül, amelyek központi szerepet játszanak a rejtély megoldásában.

### Ártatlanok (Masumlar)
Második regénye, az Ártatlanok 2011-ben jelent meg, és elnyerte a Sedat Simavi irodalmi díjat, amely Törökország egyik kiemelkedő irodalmi díja. Két ember történetét meséli el, akiknek útjai egy idegen földön találkoznak. Egy nő "könyvet" hord és hisz a költészetben. Egy álmatlanságban szenvedő férfi sírok között küzd a túlélésért. Mindkettőjüknek van egy-egy titka és bűne. Találkozásuk napján a nő felolvassa a "könyvből" a sorsát, a férfi pedig a sivatag dalait énekli. Az Ártatlanok két ember történetét meséli el, akiknek élete Haymana Plain-en, Teheránon és Cambridge-en keresztül fut...

### Isztambul, Isztambul (İstanbul İstanbul)
Harmadik regénye, az Isztambul, Isztambul 2015-ben jelent meg. Ez négy, az isztambuli földalatti cellákban raboskodó fogoly története. Amikor nem kínozzák őket, négyen mesélnek egymásnak Isztambulról, hogy elüssék az időt. A földalatti elbeszélés fokozatosan átcsap a föld feletti elbeszélésbe. A regény kezdetben a személyek körül forog, majd egyre inkább Isztambul városa kerül a középpontba. A föld feletti Isztambulban éppúgy van szenvedés vagy remény, mint a föld alatti cellákban.
A regény a Dekameron meséihez hasonlóan tíz fejezetből áll. Minden fejezetet a cella egyik lakója mesél el. "Isztambul egy millió cellából álló város volt, és minden egyes cella egy sajátos Isztambul volt." A regény minden egyes darabban, személyben és eseményben Isztambult mint várost idézi meg a maga teljességében. Ez a regény látszólag politikai, de valójában a szerelemről szól. Látszólag egyének történetére összpontosít, de valójában Isztambul városáról szól. Ahelyett, hogy a tőke termeléséről szólna, inkább a város térbeli és szellemi reprodukciójára helyezi a hangsúlyt. Althusser és Manuel Castells által javasolt gondolkodásmód szerint Isztambul városa a fájdalom, a nyomorúság, a melankólia és a remény reprodukciójának helyszíne. Két Isztambul van, egy föld alatti és egy föld feletti. A valóságban azonban mindkettő egy és ugyanaz.

### Labirintus (Labirent)
A Labirintus 2018-ban jelent meg. Ez Boratin, egy bluesénekes története, aki öngyilkosságot kísérel meg úgy, hogy leugrik az isztambuli Boszporusz-hídról, de kinyitja a szemét a kórházban. Elveszti az emlékezetét, és nem emlékszik, miért akart véget vetni az életének. Csak olyan dolgokra emlékszik, amelyeknek semmi köze hozzá, de összekeveri az idejüket. Amikor meglátja Jézus és Szűz Mária figuráját, felismeri őket, de nem tudja eldönteni, hogy több ezer évvel ezelőtt éltek-e vagy csak néhány évvel ezelőtt. Tudja, hogy az Oszmán Birodalom megbukott, és hogy az utolsó szultán meghalt, de fogalma sincs, hogy mikor. Társadalmi és egyéni emlékezetének zűrzavarából két kérdés merül fel benne. Az első a testtel kapcsolatos. A fizikai felismerés biztosítja-e az identitástudatot? A második kérdés az elmére vonatkozik. Mi a felszabadítóbb egy ember vagy egy társadalom számára: a múlt ismerete vagy a felejtés? A Borges-féle mikrotörténetekkel hímzett Labirintus simán folyik a felszínen, miközben éles kanyarokban halad az áramlat alatt.

### Kő és árnyék (Taş ve Gölge)
A 2021-ben megjelent Kő és árnyék 2022-ben Orhan Kemal regénydíjat kapott. 2023-ban a Premio Strega Europeo rövidlistájára került, jelenleg pedig a Nemzetközi Dublini Irodalmi Díj hosszú listáján szerepel (2024). A regény Avdo, egy sírkő faragó mester története, akinek élete a modern Törökország társadalomtörténetét meséli el. Életútja sok más élethez kapcsolódik, amelyek különböző kulturális hátteret tükröznek, többek között keresztények, szunnita muszlimok, alaviták, törökök, kurdok, örmények. Avdo története Mardin városában kezdődik árvaként. Egy asszír férfi védelmezi, aki megtanítja őt a sírkőszobrászat művészetére. Városról városra vándorol, és egy kis anatóliai faluban találkozik Eliffel, élete egyetlen szerelmével. Avdo álmai ott szertefoszlanak, amikor meg kell ölnie két falusi férfit.
A történet az 1980-as években, a katonai puccs idején, Isztambulban játszódik. A cselekmény folyamatosan váltakozik a múlt és a jövő között. A kortárs időszak mellett a különböző korok, például az oszmán korszak, valamint a Közel-Kelet és Európa különböző helyszíneinek története végül sok különböző társadalom átfogó történelmi térképét hozza létre. A történet egyik helyszínről a másikra lépve egyenként gyűjti össze a töredékeket, hogy végül egy teljes képet alkosson.

## Vélemények
"A Labirintus című könyv úgy olvasható, mint egy lázálom. Boratin egy kedvetlen egzisztenciális hős, aki gyakran Camus főhőséhez illő elidegenedéssel sodródik a napjain." The New York Times
"Az egyik legizgalmasabb, leginnovatívabb hang." Harvard Review
"A Kő és árnyék már most fontos műként foglal helyet a regény történetében. Burhan Sönmez epikus-modern elbeszélő műveivel saját, eredeti kánont teremt. Azon az úton halad, hogy Törökország számára olyan legyen, mint Gabriel García Márquez Kolumbiának, Nagíb Mahfúz Egyiptomnak, Carlos Fuentes Mexikónak, Mo Jen Kínának." T24 news
"A Labirintus, mint sok más, a politikai elnyomásra reagálva írt fikciós mű, allegória, amely az egyén megtört természetét vizsgálja egy olyan társadalomban, amely egy gazdag, bonyolult múlt és egy bizonytalan jövő között lebeg." Washington Independent Review of Books
"Sonmez szavai meghódítják az egész világot." ADNKronos (Olaszország)
"Igen, országunk pokollá változik, és egyre nehezebb itt fényt találni. Ezért érdemes ezt a regényt a nyilvános helyeken hagyni, a kávézókban felejteni, a kompokon hangosan olvasni. Hadd hallja mindenki Burhan Sönmez hangját, és vegyen rá mindenkit, hogy álljon ellen a fájdalomnak és a bánatnak." Ümran Küçükislamoğlu, T24 News (Törökország)
"Burhan Sönmez kinyitja a kurdok sérült emlékezetének ajtaját. Nem hajlamos a "Ki vagyok én?" vagy "Mi vagyok én?" kérdésekre: Hol vagyok?" Dervis Aydin Akkoc, Ozgur Gundem (Törökország)
"Ha Yaşar Kemal írná ezt a regényt, ugyanúgy fogalmazna, de több száz oldalas lenne. Burhan Sönmez Yaşar Kemal szűkszavú fiának tekinthető." Metin Celal, Cumhuriyet (Törökország)

## Könyvei
- Kuzey, 2009
- Masumlar, 2011
- İstanbul İstanbul, 2015
- Labirent, 2018
- Taş ve Gölge, 2021

### Magyarul megjelent
- Isztambul, Isztambul (İstanbul İstanbul) – Jelenkor, Budapest, 2017 · ISBN 9789636766252 · Fordította: Nemes Krisztián
- Kő és árnyék (Taş ve Gölge) – Jelenkor, Budapest, 2024 · ISBN 9789635181667 · Fordította: Nemes Krisztián

## Fordítás
- Ez a szócikk részben vagy egészben  a   Burhan Sönmez című angol Wikipédia-szócikk fordításán alapul.  Az eredeti cikk szerkesztőit annak laptörténete sorolja fel. Ez a jelzés csupán a megfogalmazás eredetét és a szerzői jogokat jelzi, nem szolgál a cikkben szereplő információk forrásmegjelöléseként.